# Макаронка
MAKARONKA — театрально-выставочный центр в Ростове-на-Дону.
Макаронка была открыта в январе 2013 года усилиями галереи 16thLINE. В стенах центра до своего временного закрытия летом 2020 года располагался независимый театр современной драматургии «18+».

## История
Открытию арт-площадки MAKARONKA предшествовало проведение в августе 2012 года на территории бывшей макаронной фабрики, расположенной по адресу: ул. 18 линия, 10, рядом с галереей 16thLINE, Фестиваля уличного искусства «Макаронная фабрика», объединившего несколько выставок и проектов, включая лекции, концерты, перформансы, конкурс граффити. Каждые выходные проводились лекции об уличном искусстве, которые читали специалисты из Москвы, Санкт-Петербурга, Екатеринбурга, Перми, Ташкента и других городов. В фестивале приняло участие около 50 стрит-арт и граффити художников, среди которых были такие российские известные граффити и стрит художники, как Кирилл Кто и Миша Most, а также гости с Украины, из Белоруссии и Германии.
MAKARONKA была открыта в Ростове-на-Дону на территории бывшей макаронной фабрики 31 января 2013 года. Во время открытия были представлены первая премьера театра «18+» — документальный трэш-мюзикл «Папа» в постановке Юрия Муравицкого по пьесе Любови Мульменко, а также выставка арт-группы «СИТО».
С февраля 2013 года в зрительном зале арт-площадки MAKARONKA начались кинопоказы некоммерческого кино (куратор — Максим Березин).
В августе 2013 года в Ростове-на-Дону усилиями Галереи современного искусства 16thLINE и арт-центра MAKARONKA был проведён городской фестиваль современного искусства международного уровня «Территория совместных действий».
Осенью 2020 года управление театрально-выставочным центром MAKARONKA взяла на себя команда из энтузиастов и бывших штатных сотрудников Макаронки, которая взяла на себя финансовое, организационное и артистическое обеспечение работы центра. Макаронка объединяет одноимённый современный театр, основанный осенью 2020 года режиссёром и художником Дмитрием Цупко, и выставочный зал, программу которого ведет куратор и художница Лейли Асланова, а также концертное направление под руководством философа и актёра Юрия Арефьева.

## Наиболее известные проекты
- 2017 — «Вечные ценности. Экорше». Александр Кисляков.[10][11][12][13]
- 2016 — «Цвет звука». Николай Коваленко.[14]
- 2014 — «Памятники».[15]
- 2013 — Фестиваль современного искусства «Территория совместных действий».
- 2013 — «Протокол одной прогулки». Арт-группа «СИТО».[6][16]